# Grotta Sant'Angelo (Palombaro)
L'eremo di Sant'Angelo si trova in contrada Sant'Agata d'Ugno, nella valle nel comune di Palombaro, in provincia di Chieti caratterizzata da numerose grotte.

## Storia

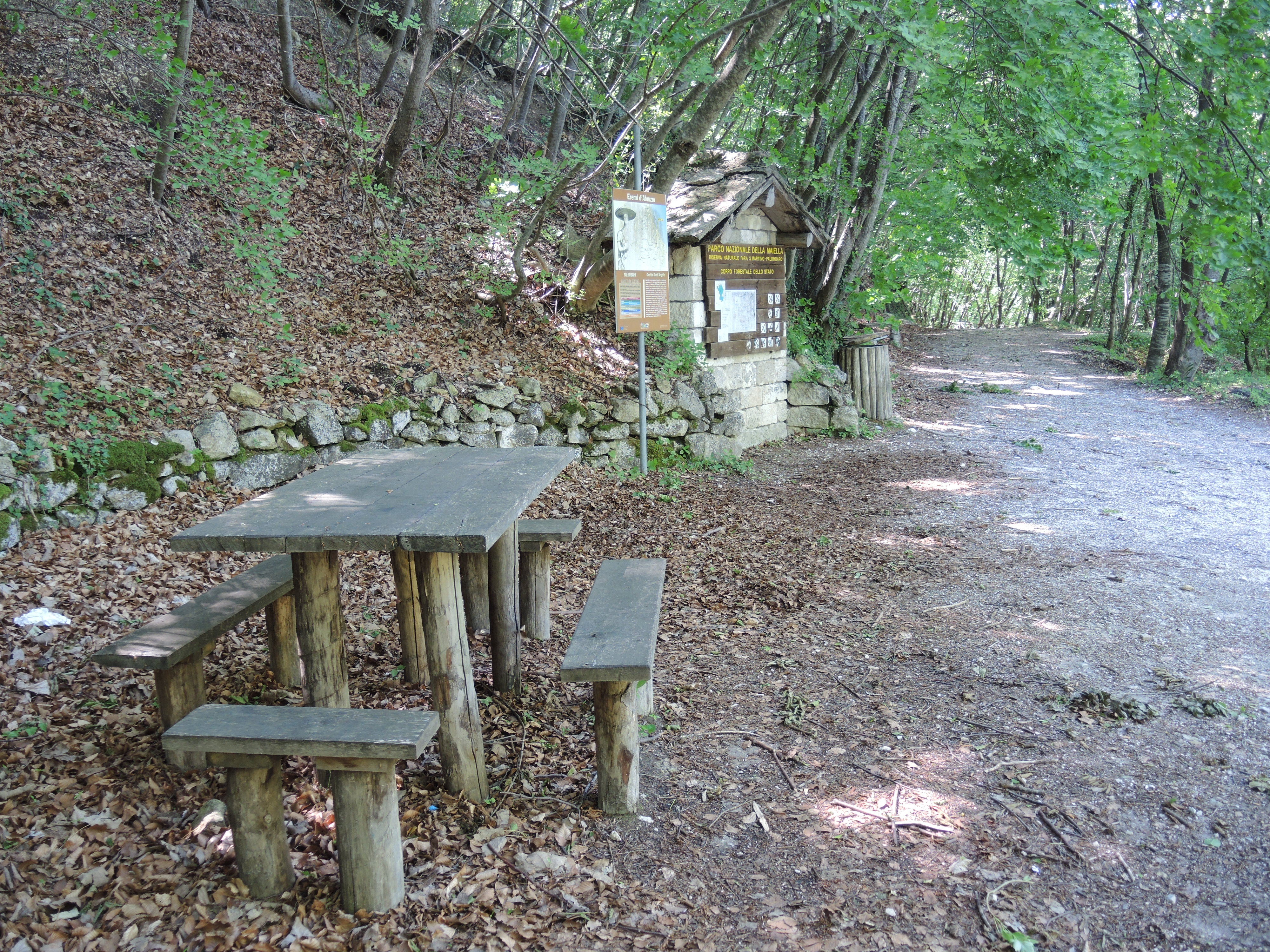
Area attrezzata

Non si hanno notizie certe sulla data di costruzione dell'eremo, che risalirebbe all'XI secolo e che secondo la tradizione fu costruita sui resti di un santuario dedicato a Bona, dea della fertilità.
La prima fonte storica sulla chiesa risale al 1221 con una bolla di papa Onorio III che confermavano all'abbazia di San Martino in Valle le chiese di S. Angelo e di S. Flaviano "in castro PALUMBANI".

## Architettura
La grotta è costituita da un riparo rettangolare sotto la roccia, con un'ampiezza di circa 35 metri. Sulla sinistra si trova una roccia obliqua, sulla quale si poggiano una costruzione costituita da due muri raccordati da un'abside semicircolare, che costituiscono i resti della chiesa medioevale.
La parte interna della grotta è composta da gradini irregolari con resti di numerose cisterne per la raccolta di acqua piovana.
Le mura e l'abside sono ornate da una fila di archetti pensili. L'abside è decorata da una cornice con cordonature a tortiglioni che si ritrova anche nella finestra a strombo dell'abside stessa, presumibilmente realizzati dalle stesse maestranze che hanno lavorato all'abbazia di San Liberatore a Majella.

## Itinerario
La grotta è facilmente raggiungibile con circa 15 minuti di cammino dall'area attrezzata che si trova nella frazione di Sant'Agata d'Ugno (42.12674°N 14.202966°E). Il sentiero è protetto da una staccionata verso la scarpata ed i punti più scoscesi sono attrezzati con scalini.